# Graziella Pogolotti
Graziella Pogolotti Jacobson (París, 24 de enero de 1932) es una gestora cultural, periodista y ensayista cubana.

## Biografía
Hija de un reconocido pintor. A los siete años, llega a La Habana donde ha vivido hasta hoy, aunque ha pasado temporadas más o menos largas en Europa. Estudió Filosofía y Letras en la Universidad de La Habana y en La Sorbona, Literatura Francesa Contemporánea y en 1959 obtuvo el título de Periodista. En ese propio año comenzó a trabajar como asesora en la Biblioteca Nacional José Martí. Ha trabajado como miembro del consejo editorial de distintas revistas y diarios cubanos, entre las que destacan La Gaceta de Cuba, Casa de las Américas, Revista de la Universidad de la Habana, Granma (diario) y Unión. En su bibliografía se pueden encontrar los libros Examen de conciencia, El camino de los maestros, El oficio de leer y más recientemente Dinosauria soy (Memorias). En 2005 recibió el Premio Nacional de Literatura. Actualmente, es presidenta de la Fundación Alejo Carpentier. 
Graziella Pogolotti ha publicado numerosas reseñas críticas tanto referidas a las artes Plásticas como a la Literatura. Actualmente tiene una columna en el periódico cubano Juventud Rebelde.